# Vittorio Leonardo
Vittorio Leonardo (Napels, 25 november 1938) is een Belgisch striptekenaar en inkleurder, die geboren werd in Italië en in 1947 naar België verhuisde. 
Uit interviews blijkt dat Leonardo een grote bewondering had voor het werk van Morris, de auteur van Lucky Luke. Vanaf de jaren 60 was hij de inkleurder van Lucky Luke, maar ook van andere reeksen zoals De Smurfen, Bollie en Billie en Guust. In 1968 verscheen zijn eerste strip in Robbedoes (Spirou), genaamd Barbotine. 
In 1974 nam hij de reeks Hultrasson over van Marcel Remacle, maar tekende slechts een album, Vikingen drinken zich braaf, om daarna weer strips in te kleuren. Hij richtte Studio Leonardo op, een inkleuringsstudio die een groot deel van alle Dupuisstrips inkleurt zoals Yoko Tsuno en De Blauwbloezen. In de jaren 90 werd hij ook assistent van Morris bij het tekenen van de reeks Lucky Luke.
- Bibsys: 98074576
- Bibliothèque nationale de France: cb13581103n (data)
- Gemeinsame Normdatei: 1146543522
- International Standard Name Identifier: 0000 0000 7980 1417
- Nationale Bibliotheek van Tsjechië: xx0247987
- Nederlandse Thesaurus van Auteursnamen: 068964110
- Système universitaire de documentation: 200202332
- Virtual International Authority File: 19848395